# Protiva (rapper)
Protiva (4. září 1997 Jindřichův Hradec – 7. října 2024 Praha), celým jménem Pavel Stanislav Protiva, byl český rapper, skladatel a hudební producent známý také pod pseudonymy Stanislav Protiva, Standa, Paya, Paya Peaceful, Zel Dox a dříve také DMBFCK, PalcatGO nebo Fifty Kid.

## Život a kariéra
Protiva se hudbě věnoval od svých 12 let (od roku 2009), kdy se přestěhoval do Prahy za svým otcem, protože mu zemřela matka. V prvních textech vyjadřoval zejména nechuť k povinné školní docházce.
V Praze Protiva chodil na základní školu od 5. do 9. třídy a poté i na střední školu, ale studium nedokončil a začal se naplno věnovat rapu. Kvůli svému ostrému stylu vyjadřování a inspiraci od Eminema si vybudoval loajální fanoušky, ale zároveň se stal terčem pro lidi, kterým se jeho styl nelíbil. Jedním z jeho prvních projektů bylo amatérské dílo nesoucí název „Ante Portas“, poté založil skupinu „Kidz“, která se skládala ze tří členů: Protiva, Hasan a tehdy ještě Stanislove (Stan-ley). Po několika měsících se vlivem rozporů skupina rozpadla.
Po vydání prvního známějšího díla, kterým byla kompilace s názvem „Unreleased Tracks“ v roce 2013 začal Protiva spolupracovat s Jižní Spojkou a skupinou RFTS. Velkou pozornost na sebe Protiva přilákal s vydáním videoklipu k singlu „1997“ ze stejnojmenného alba, který vyšel v roce 2014. Poté založil společně se svým kamarádem a rapperem Schyzem (dříve Killaz), se kterým se seznámil na střední škole, label Illegal Music s cílem sjednocovat podobně smýšlející umělce a vytvořit své hudební zázemí. Schyzo se na vývoji Protivova stylu a kariéry silně podílel.
„Někdo to bere zodpovědněji, chce dávat správné hodnoty a být správňák. To já asi nejsem a nechci se takhle chovat k lidem a dávat jim správňáckou postavu. Já jim dávám Protivu.“
Protivova odpověď na jeho vliv v rozhovoru pro G-Talk
Do roku 2016 vydal Protiva celkem čtrnáct hudebních projektů, které přinesly pozitivní ohlasy, ale kariérně ho neposunuly. Proto se Protiva ve stejném roce rozhodl přestoupit do většího a známějšího labelu Blakkwood Records. V průběhu roku 2016 jeho sláva rychle vzrostla a díky vydání alba „04970409“ a jeho velmi úspěšného singlu „Prosit Nebudu“ se album stalo obrovským hitem a samotný singl je dodnes jeho nejpopulárnější skladbou. V témže roce také vznikl první veřejný rozhovor s Protivou. Začátkem roku 2018 vyšla ve spojení s Hasanem skladba „Smoke“, čímž Protiva poprvé zanechal stopu v labelu Milion+ Entertainment, který je jedním z největších a nejvlivnějších v Česku.
„...až pak najednou přišla možnost jít do Blakkwoodu a já jsem v tu chvíli měl pocit, že jsem na mrtvém bodě. Jenom jsem nahrával doma a měl jsem pocit, že bych to mohl rozšířit dál.“
Protivova odpověď na otázku proč přestoupil do jiného labelu v rozhovoru pro G-Talk
S vydáním EP zvaného „PalcatGo“ 27. června 2018 také nastala neočekávaná pauza, což mnoho fanoušků chápalo jako ukončení kariéry. Pravý důvod není známý, spekulovalo se ale o předávkování návykovými látkami, alkoholem a léky v souvislosti s psychickými problémy a rozchodem s jeho tehdejší přítelkyní.
Po dlouhé hudební pauze vyšla 23. září 2019 první skladba s názvem „Pro“, na které se Protiva podílel společně se Schyzem a Řezníkem. Ve skladbě slovy „jsem back, to je real deal“ oznámil svůj návrat. Od konce téhož měsíce také začal jako „Special Guest“ vystupovat na některých akcích ve spolupráci se „Schyzo x Darewin Tour 2019“. 27. října 2019 zahájil Protiva přímý přenos s fanoušky na sociální síti Instagram, kde odpověděl na mnoho otázek a mimo jiné potvrdil, že další spolupráce a hudební projekty v budoucnu vyjdou. 25. listopadu 2019 vydal Maniak album „Ach Ano III: Ballerbyn“, které obsahuje skladbu „Kruhy pod očima“, na které se Protiva podílel. 11. prosince 2019 vyšel na platformě YouTube rozhovor pro časopis THE MAG, v něm Protiva oznámil dva hotové projekty a svůj oficiální návrat na hudební scénu. 11. ledna 2020 vydal Protiva vůbec první samostatný beat vlastní produkce, který je volně dostupný veřejnosti a později přidal i několik dalších. Teprve 2. března 2020 vyšly první tři sólové skladby od doby jeho hudební pauzy a 18. března 2020 vyšly oficiálně jako EP s názvem „Verdana“.
Po další pauze vyšly 18. srpna 2020, bez reklamy či předchozího oznámení, další dva projekty. Prvním projektem je mixtape „1718“, který je kompilací starších skladeb a neobsahuje žádný nový obsah. Například skladba „Zum Zum“, která se v projektu objevuje, vyšla již v roce 2017 a pro účel projektu byla přejmenována na „Zum320“. Dále pak skladba „G2“ vznikala už v roce 2018, avšak doposud nebyla vydána. Druhým projektem je EP „Zibling“, které ale vznikalo v listopadu 2019 a samotný Protiva o něm napsal: „Projekt je smutnej a nezajímavej. Bavilo mě na něm jenom to, že jsem dokázal po měsících a týdnech něco vytvořit.“ 25. září 2020 přišel Protiva opět nečekaně se skladbou „Nový den“ a následně se skladbou „Co mi není příjemný“. Protiva také zmínil chystaný projekt „ Addiction Lord II“, který bohužel nikdy nevyšel.
Po další odmlce se 10. března 2021 Protiva vrátil a opět bez ohlášení vydal EP „Too Bad“ a o pět dní později přišel s mixtapem „Rap“. Oba projekty sklidily smíšené ohlasy. Na konci dubna vyšel singl PARANOID SESSION, který je součástí EP Temno Powers, které vyšlo 12. května. Zajímavostí je, že Protiva je v názvu stylizován jako PHR0TIVVA, zatímco po vydání EP klasicky jako Protiva. Od 20. května na jeho kanále postupně vycházelo LP Temno Powers 2 a také tam přibyly dva vlogtalky.
Protiva vytvořil unikátní subžánr rapu spolu se Schyzem zvaný Mordorcore.
Protivu budu popisovat těžce, protože jsme se spolu dlouho nebavili. On je hrozně hodný a citlivý člověk, ale na druhou stranu to, jak se dokáže odříznout od známých a nedat nikomu nic vědět, není dobré. To mě na něm moc mrzí. Dokáže se vyjebat na celej svět a nefungovat, když na něm někdo závisí.
Sharlota o Protivovi v rozhovoru pro BBarak.cz.
Protiva stihl vydat celkem třicet jedna hudebních projektů a jedenáct skladeb vlastní produkce. Během své kariéry spolupracoval s rappery jako je například Hasan, PhoeniCZ, Viktor Sheen, Refew, Fosco Alma, Maniak či Řezník a také producenty jako je Dolin, Leryk a nebo Mortem. Hudbu pro Protivu velmi často produkovali Schyzo a Psycho Rhyme. Protiva společně se Schyzem neoficiálně vytvořili vlastní hudební styl zvaný „mordorcore“. Jedná se o sub-žánr rapu a je kombinací horrorcoru, emo a boom bapu. Kariérně pomohl ke slávě a vzrůstu rapperům Darewin, PTK, Steve Sniff, NIKØTIN, Socio a nebo Psycho Rhyme, které pomohl dostat do širšího povědomí veřejnosti. Protiva se stal velmi známou osobností českého rapu, někteří fanoušci ho však stále vnímají jako „undergroundového rappera“ zejména kvůli jeho stylu a faktu, že jeho hudba vychází z větší části bez jakékoliv propagace a komerčních tahů a je dostupná všem.

## Zdravotní problémy
Protiva se potýkal zejména s psychickými problémy hlavně kvůli drogám, alkoholu a zneužívání antidepresiv či jiných léků. Tento fakt je často zmiňován v jeho tvorbě či rozhovorech, kde o drogách otevřeně mluvil.
Drogy jsou omezující a jsou na hovno, ale zároveň to jsou drogy
Protiva o drogách v rozhovoru pro G-Talk
Po vydání alba „PalcatGo“ v červnu 2018 byl Protiva převezen do psychiatrické nemocnice v pražských Bohnicích, příčiny těchto událostí ale nejsou známy. Teprve 16. srpna 2019 se Protiva znovu objevil na sociálních sítích svých přátel, což naznačilo jeho zotavení.

## Úmrtí
Dne 9. října 2024 hudební vydavatelství Blakkwood Records na svém instagramovém profilu uvedlo zprávu, že Protiva dne 7. října 2024 zemřel. Příčina úmrtí nebyla zveřejněna.

## Diskografie

### Mixtape
- Ante Portas (2010)
- PalcatGO Mixtape (2011)
- Mordorboy Mixtape (2014)
- DTSDF Mixtape (2014)
- Deep Throat Mixtape (2014)
- 1997 Mixtape (2014)
- Homosexual Mixtape (2015)
- Subliminal Mixtape (2015)
- 04970409 (2016)
- Addiction Lord Mixtape (2016)
- 2016 mixtape (2016)
- Paya Peaceful 00 (2017)
- 04970409 Vol.2 (2017)
- Chupito Mixtape (2017)
- Rap (2021)
- Temno Powers 2 (2021)
- Pysful Mixtape (2023)
- Playlist Mixtape (2024)
- 04970409 vol.3 (2024)
- Klipy (2024)
- Milosrdný (2024)
- DTSDF 3 (2024)
- Lyrics (2024)

### EP
- Autotuner EP (2011)
- StayGolden EP (2014)
- ToTheGrave EP (2014)
- Heterophobic EP (2014)
- Dip EP (2015)
- Sober EP (2015)
- Deep Thought EP (2016)
- Steve Sniff EP (2016)
- Sickology EP (2016)
- Nashpaja (2018)
- PalcatGo (2018)
- Verdana EP (2020)
- Zibling EP (2020)
- Too Bad EP (2021)
- Chills EP (2021)
- Temno Powers (2021)
- Works chills EP (2021)
- SLAPROGO 1 (2024)
- SLAPROGO 2 (2024)
- 24 EP (2024)
- 4 pt.2 (2024)
- 42 EP (2024)

### Kompilace
- Unreleased Tracks (2013)
- 1415 (2015)
- Unreleased Tracks 2 (2015)
- Unreleased Tracks 3 (2017)
- 1718 (2020)

### Spolupráce
- DTSDF Vol.2 (2015)
- Medicína (2024)
- V Pasti (2024)
- RCKL (2024)
- DISCOGRAPHY MIX TAPE (2025)

### Produkce
Seznam není úplný.
- Bipolar
- Dech
- Zum Zum
- Bad Trip
- Stanislav type beat
- Stanislav type beat 2
- Stanislav type beat 3
- BLOF TYPE BEAT
- BLOF TYPE BEAT 1
- BLOF TYPE BEAT

### Jako host
- PTK – V 5 RÁNO
- Steve Sniff – Spáry
- Psycho Rhyme – ET
- PTK – Alkohol & Drogy
- KPTNZ – Promile
- LordK – BEEN ON
- MDTBOIII – JE TO SAMEJ XANAX, XANAX
- Viktor Sheen – Střízlivej
- Schyzo – Lajny
- Schyzo – Ready Chcípnout
- PTK – 6 6 6
- Psycho Rhyme – Peaceful Song
- Dante – Frustrace
- Budha – Hudba
- Renne Dang – Vaše Děti
- Schyzo – Sám
- Meiton – Není mi to líto
- Steve Sniff – Aokigahara
- Meiton – Bouře
- Psycho Rhyme – Dělám Rap
- Psycho Rhyme – Dělám Rap 2
- INNY rap – HOLT
- Schyzo – Mordorcore
- Last – ÚSVIT
- Fosco Alma – Vrány
- Refew – Flow
- Psycho Rhyme – Rap Tape
- Hasan – Smoke
- Psycho Rhyme – Music, má lásko
- Havlus – Sochy
- INNY rap – #SIPIČA2
- Casher1 – Oh Lord
- METH – Alter Ego
- GVMBLE – Nikdo z vás
- Refew & Norbert Ronin – Ofiko Remix
- Mooza – Dopamin
- Schyzo – Dál
- Psycho Rhyme – Mňau, mňau
- Darewin – CERNA KOCKA
- Mooza – 2016
- Schyzo – Pro
- Maniak – Kruhy pod očima
- Psycho Rhyme – Havana session
- Last – Ve Snaze
- SickBRain – Hodim se do hospody
- Plastic – Když se naleju
- SEkS – Skoč si
- Darewin – Deziluze
- Sharlota – Donnie
- Sharlota – Darko
- Steve Sniff – Nonstop
- Psycho Rhyme – Čtyři tablety
- NIKØTIN – SAD BLUEZ
- Socio – Bolest
- NIKØTIN – UNHAPPY
- NIKØTIN – Spolu
- Psycho Rhyme – Guess Who's Back
- Socio – opium bars
- Psycho Rhyme – Holy Smoke
- Strýc Nory – Srát
- KA¥A – BUDEM VŠICHNI OUKEJ 4STAJL